# 吳宜樺

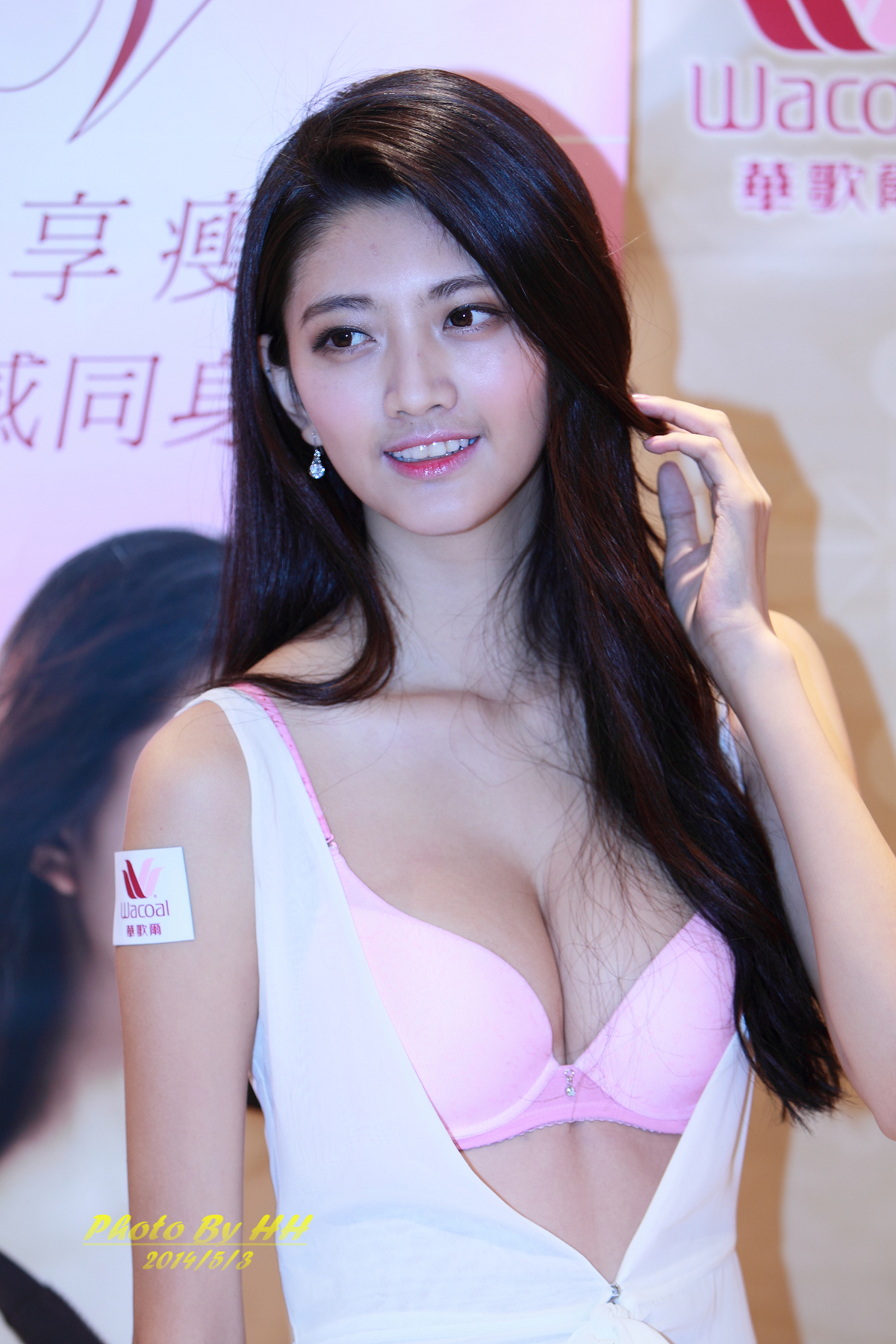
吳宜樺

吳宜樺（1994年8月7日—），台灣台南人，國際時裝模特兒。

## 經歷
17歲時獲得2011年第十九屆新絲路模特大賽超模組冠軍、“三亞形象大使”稱號，19歲時獲2013年第四屆羅倫模特大賽冠軍。2016年成為國際彩妝品牌媚比琳（Maybelline）首位簽全球約的亞洲模特兒。2017年簽約韓國模特兒公司YGK+。
吳宜樺從小因身高很高受同學霸凌，因此很自卑，吳媽媽想讓自卑的女兒認識同樣長手長腳的人以多交些朋友，於是報名参加比賽，不料意外获得冠軍，因此踏入模特兒圈。